# Indianapolis Kautskys 1941-1942
La stagione 1941-42 degli Indianapolis Kautskys fu la 4ª nella NBL per la franchigia.
Gli Indianapolis Kautskys arrivarono quarti nella regular season con un record di 12-11. Nei play-off persero la semifinale con gli Oshkosh All-Stars (2-0).

## Roster
| N° | Naz.                   | Ruolo | Sportivo        | Anno | Alt. | Peso |
| -- | ---------------------- | ----- | --------------- | ---- | ---- | ---- |
|    | Stati Uniti (bandiera) | GA    | Jewell Young    | 1913 | 183  | 73   |
|    | Stati Uniti (bandiera) | AC    | Johnny Townsend | 1916 | 193  | 94   |
|    | Stati Uniti (bandiera) | G     | Eddie Sadowski  | 1915 | 178  | 79   |
|    | Stati Uniti (bandiera) | GA    | Bob Dietz       | 1917 | 185  | 74   |
|    | Stati Uniti (bandiera) | AC    | Scott Armstrong | 1913 | 193  | 86   |
|    | Stati Uniti (bandiera) | AC    | Mark Ertel      | 1919 | 193  | 89   |
|    | Stati Uniti (bandiera) | GA    | Bob Dro         | 1918 | 183  | 86   |
|    | Stati Uniti (bandiera) | GA    | Woody Norris    | 1919 | 185  | 77   |
|    | Stati Uniti (bandiera) | A     | Johnny Sines    | 1917 | 185  | 86   |
|    | Stati Uniti (bandiera) | GA    | Frank Baird     | 1912 | 180  | 73   |
|    | Stati Uniti (bandiera) | G     | Hugh Carter     |      |      |      |
|    | Stati Uniti (bandiera) | A     | Don Cleary      |      |      |      |

## Staff tecnico
- Allenatore: Frank Kautsky